# 1875 en musique classique
| \| • Retour à la chronologie générale de la musique classique • \| |
| Grèce • Rome • Haut Moyen Âge • VIIIe siècle • IXe siècle • Xe siècle • XIe siècle XIIe siècle • XIIIe siècle • XIVe siècle • XVe siècle • XVIe siècle • XVIIe siècle XVIIIe siècle • XIXe siècle • XXe siècle • XXIe siècle |
| • Retour à la chronologie générale de la musique classique • |

| Années en musique classique : 1872 - 1873 - 1874 - 1875 - 1876 - 1877 - 1878    |
| Décennies en musique classique : 1840 - 1850 - 1860 - 1870 - 1880 - 1890 - 1900 |

## Événements

### Créations

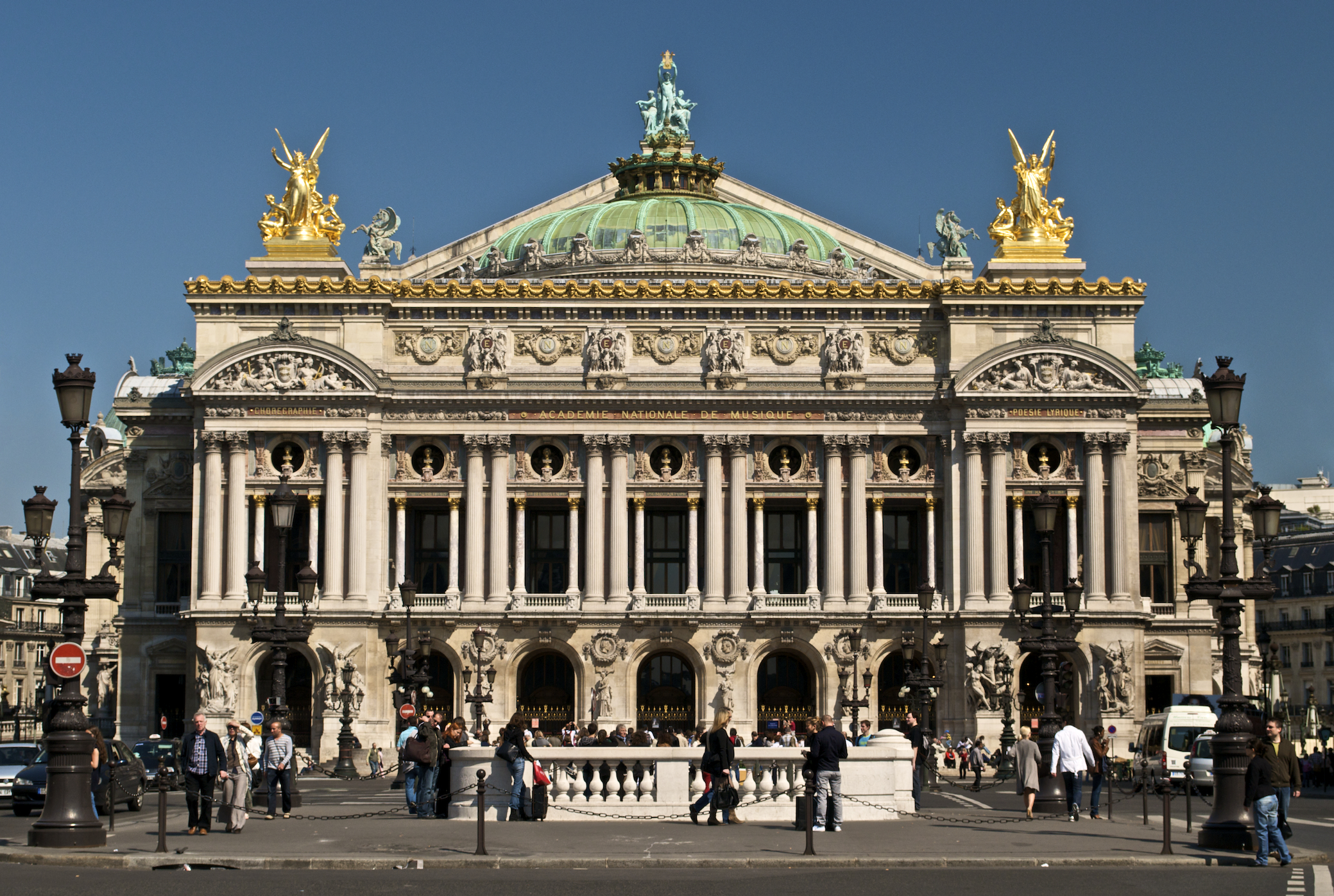
Opéra Garnier

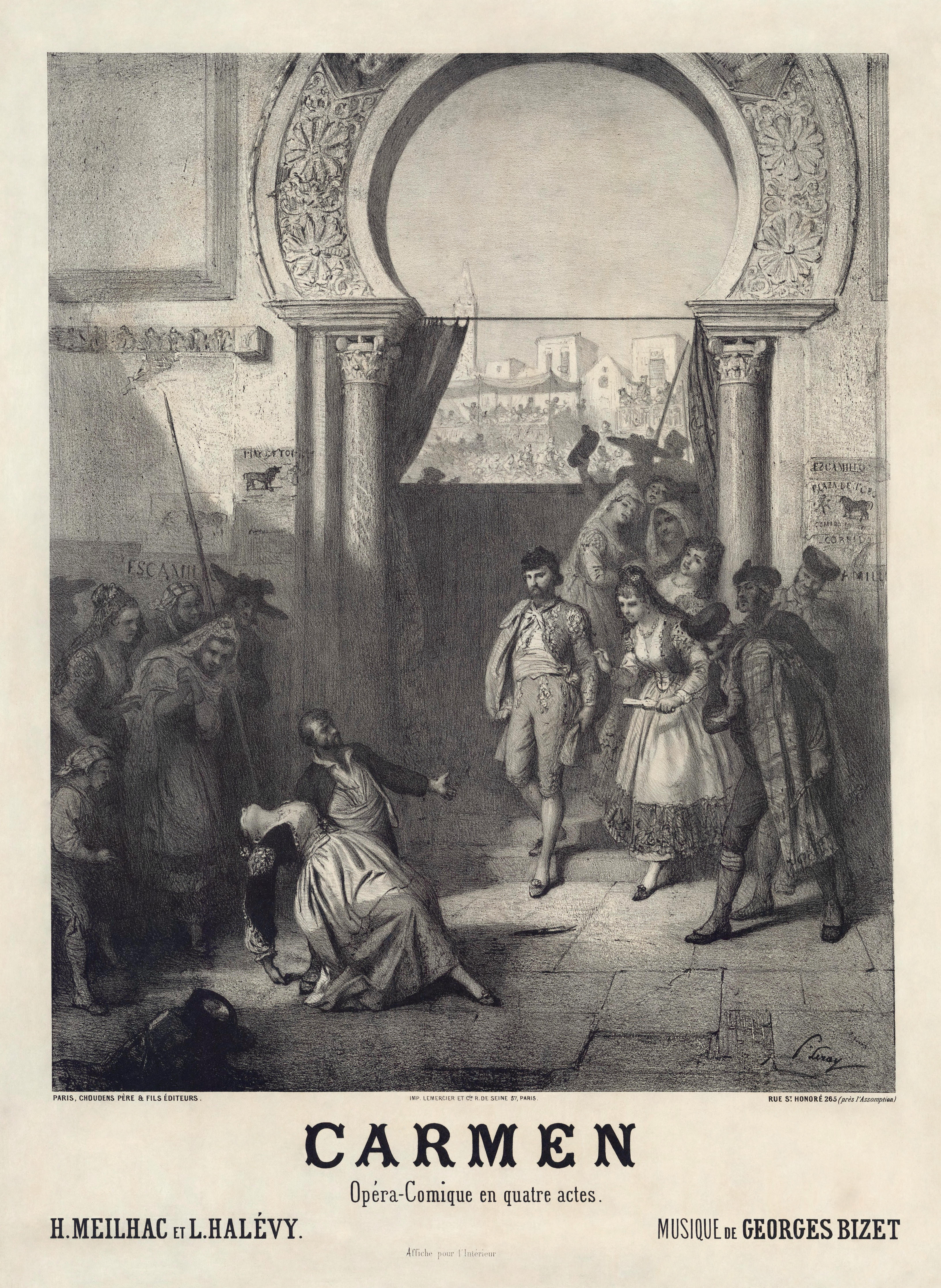
Affiche de Carmen

- 24 janvier : la Danse macabre, œuvre symphonique de Camille Saint-Saëns, créée à Paris par l'Orchestre Colonne.
- Février 1875 : Sérénade mélancolique, pièce pour violon et orchestre de Piotr Ilitch Tchaïkovski.
- 7 février : la Symphonie espagnole d'Édouard Lalo, créée par Pablo de Sarasate aux Concerts Populaires à Paris.
- 22 février : Edda, de Carl Martin Reinthaler à Bremerhaven.
- 3 mars : création à Paris de Carmen, opéra de Georges Bizet adapté d’un conte de Prosper Mérimée.
- 10 mars : La Reine de Saba, opéra de Károly Goldmark, créée au Hofoper de Vienne.
- 15 juin - 23 juillet : Le compositeur tchèque Antonín Dvořák compose sa symphonie no 5.
- 26 octobre : Le Voyage dans la Lune, opéra-féerie de Jacques Offenbach.
- 31 octobre : le Concerto pour piano no 4 de Saint-Saëns, créé à Paris par le compositeur au piano, l'Orchestre Colonne dirigé par Édouard Colonne.

Date indéterminée
- Peer Gynt, musique de scène d'Edvard Grieg.

### Autres
- 5 janvier : Inauguration de l'Opéra de Paris, œuvre de l'architecte Charles Garnier.

## Naissances

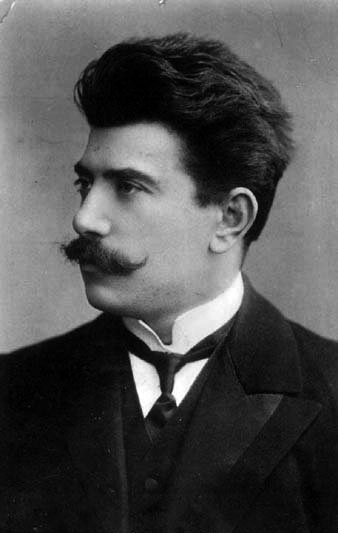
Reinhold Glière

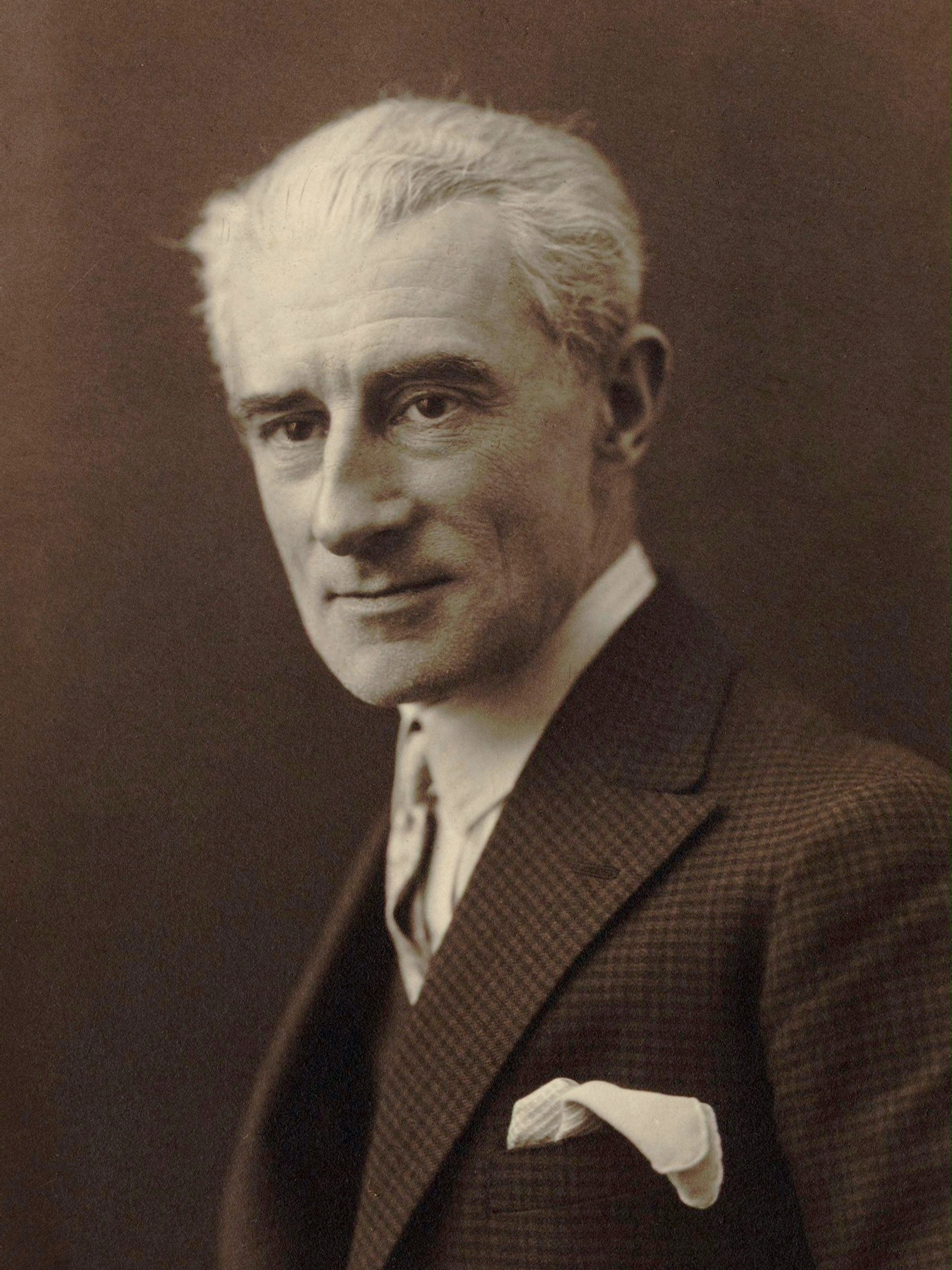
Maurice Ravel

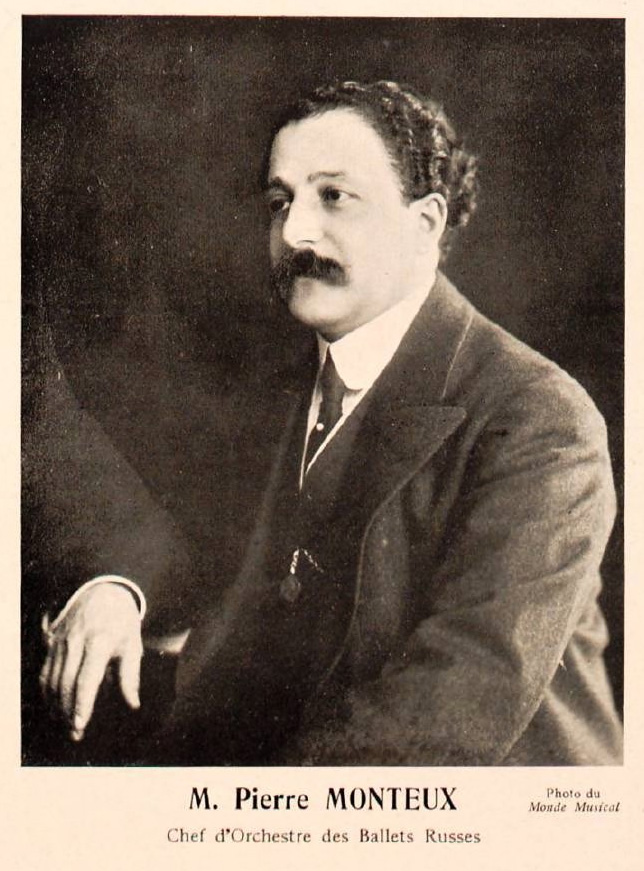
Pierre Monteux

- 4 janvier : Domenico Monleone, compositeur et chef d'orchestre italien († 15 janvier 1942).
- 7 janvier : Friedrich Plaschke, baryton-basse tchèque († 4 février 1952).
- 11 janvier : Reinhold Glière, compositeur russe († 23 juin 1956).
- 14 janvier : Evie Greene, actrice et chanteuse britannique († 11 septembre 1917).
- 28 janvier : Julián Carrillo , violoniste, compositeur et théoricien mexicain († 9 septembre 1965).
- 2 février :
  - Fritz Kreisler, violoniste et compositeur autrichien († 29 janvier 1962).
  - Erkki Melartin, compositeur, chef d'orchestre et pédagogue finlandais († 14 février 1937).
- 4 février : Raymond Moulaert, compositeur, professeur de musique et pianiste belge († 18 janvier 1962).
- 5 février : Ricardo Viñes, pianiste espagnol († 29 avril 1943).
- 7 février : Walter Courvoisier, compositeur suisse († 27 décembre 1931).
- 8 février : Georgette Leblanc, cantatrice française († 27 octobre 1941).
- 11 février : Sara Wennerberg-Reuter, organiste et compositrice suédoise († 29 mars 1959).
- 15 février : Vilma von Webenau, compositrice autrichienne († 9 octobre 1953 (à 78 ans)).
- 26 février : Richard Wetz, compositeur, professeur et chef d'orchestre allemand († 16 janvier 1935).
- 7 mars :
  - Bérenger de Miramon Fitz-James, amateur d’orgue, musicographe et mécène français († 28 janvier 1952).
  - Maurice Ravel, compositeur français († 28 décembre 1937).
- 8 mars : Franco Alfano, compositeur italien († 27 octobre 1954).
- 10 mars : Alexandre Goldenweiser, pianiste, compositeur et professeur russe et soviétique († 26 novembre 1961).
- 14 mars : Norman O'Neill, compositeur et chef d'orchestre irlandais et britannique († 3 mars 1934).
- 21 mars : Amédée Reuchsel, organiste et compositeur français († 10 juillet 1931).
- 3 avril : Marie Delna, contralto française († 24 juillet 1932).
- 4 avril : Pierre Monteux, chef d'orchestre français, naturalisé américain († 1er juillet 1964).
- 18 avril : Albert Hetényi Heidelberg, compositeur hongrois († 5 juillet 1951).
- 24 avril : Jenő Huszka, compositeur hongrois († 2 février 1960).
- 25 avril : Jean Nouguès, compositeur français († 28 août 1932).
- 16 mai : Vincas Bacevičius, pianiste et compositeur lituanien († 22 décembre 1952).
- 18 mai : Guido Alberto Fano, compositeur, pianiste, chef d'orchestre et pédagogue italien († 14 août 1961).
- 24 mai : Konstantin Eïgues, pianiste, compositeur et enseignant russe († 2 décembre 1950).
- 5 juin : Jean-Noël Charbonneau, musicien, chef de chœur, grégorianiste et professeur de musique québécois († 26 janvier 1945).
- 7 juin : Stan Golestan, compositeur roumain († 21 avril 1956).
- 13 juin : Max d'Ollone, chef d'orchestre, compositeur et musicographe français († 15 mai 1959).
- 26 juin : Riccardo Stracciari, baryton italien († 10 octobre 1955).
- 17 juillet : Donald Tovey, compositeur, critique musical, musicologue, analyste, pianiste et chef d'orchestre écossais († 10 juillet 1940).
- 31 juillet : Alexandre Dénéréaz, compositeur, organiste suisse († 25 juillet 1947).
- 4 août : Italo Montemezzi, compositeur italien († 15 mai 1952).
- 6 août : Marcel Labey, chef d'orchestre et compositeur français († 25 novembre 1968).
- 9 août : 
  - Albert Ketèlbey, compositeur et chef d'orchestre anglais († 26 novembre 1959).
  - Primo Riccitelli, compositeur italien d'opéras († 27 mars 1941).
- 10 août : Karl Wendling, violoniste et professeur de musique allemand († 27 mars 1962).
- 15 août : Samuel Coleridge-Taylor, compositeur et chef d'orchestre britannique († 1er septembre 1912).
- 22 août : Romain Pelletier, compositeur, organiste, pianiste, chef de chœur et professeur de musique québécois († 24 novembre 1953).
- 28 août : Adolf Misek, compositeur et contrebassiste tchèque († 20 octobre 1955).
- 29 août : Leonardo De Lorenzo, flûtiste italien († 29 juillet 1962).
- 18 septembre : Henriette Renié, harpiste, pédagogue et compositrice française († 1er mars 1956).
- 29 septembre : Alfred Wall, compositeur et violoniste britannique († 8 octobre 1936).
- 2 octobre : Henry Février, compositeur français († 6 juillet 1957).
- 5 octobre : Cyril Rootham, compositeur, organiste, éducateur et chef d'orchestre britannique († 18 mars 1938).
- 14 octobre : Paul Brunold, claveciniste, organiste et musicologue français († 14 septembre 1948).
- 3 novembre : Emīls Dārziņš, pianiste, critique musical et compositeur letton († 3 août 1910).
- 13 décembre : Louis Payen, librettiste français († 21 juillet 1927).
- 22 décembre : Antoine Mariotte, compositeur français († 30 novembre 1944).
- 26 novembre : Gisella Grosz, pianiste hongroise († 1942).

Date indéterminée
- Katharine Lucke, compositrice et professeur de musique américaine († 1962).

## Décès
- 14 janvier : Pierre-Eugène Grenier, comédien et chanteur français (° 1832).
- 25 janvier : Leopold Jansa, violoniste, compositeur et professeur tchéco-autrichien (° 23 mars 1795).
- 1er février : William Sterndale Bennett, fondateur de la Bach Society (° 13 avril 1816).
- 2 février : Luigi Agnesi, baryton basse, chef d'orchestre et compositeur belge (° 17 juillet 1833).
- 7 février : Christian Ludewig Theodor Winkelmann, facteur de piano allemand (° 3 novembre 1812).
- 13 février : Jean-François-Barthélémy Cokken, bassoniste et compositeur française (° 27 janvier 1801).
- 16 février : Johannes Gijsbertus Bastiaans, organiste, compositeur et théoricien de la musique néerlandais, (° 31 octobre 1812).
- 10 mars : Louis Joseph Daussoigne-Méhul, compositeur et professeur de musique français (° 10 juin 1790).
- 17 mars : Benjamin Lumley, impresario et directeur d'opéra britannique (° 1811).
- 21 mars : Emmanuel de Fonscolombe, compositeur français (° 27 octobre 1810).
- 30 mars : Marie Pleyel, pianiste belge (° 4 juillet 1811).
- 11 avril : Alphonse Royer, librettiste, littérateur et journaliste français († 10 septembre 1803).
- 15 avril : Antonio Poggi, ténor lyrique italien (° 1806).
- 3 juin : Georges Bizet, compositeur français (° 25 octobre 1838).
- 11 septembre : Marie Cico, comédienne et chanteuse française (° 1843).
- 15 septembre : Louise Farrenc, pianiste et compositrice française (° 31 mai 1804).
- 29 septembre : Jean-Baptiste Singelée, violoniste, chef d'orchestre et compositeur belge (° 25 septembre 1812).
- 4 octobre : Léon Ehrhart, compositeur et organiste français (° 11 mai 1854).
- 14 décembre : Pompeo Belgiojoso, basse et compositeur de romances milanais (° 25 mars 1800).
- 21 décembre : Alexis Azevedo, critique musical et musicographe français (° 15 mars 1813).
- 23 décembre : Jules-Henri Vernoy de Saint-Georges, librettiste, auteur dramatique et romancier français (° 7 novembre 1799).

Date indéterminée
- Eugène Mestépès, librettiste, dramaturge et directeur de théâtre français (° 1820).